# Liste der Biografien/G
Liste der Biografien |
Portal Biografien |
Personensuche
# |
A |
B |
C |
D |
E |
F |
G |
H |
I |
J |
K |
L |
M |
N |
O |
P |
Q |
R |
S |
T |
U |
V |
W |
X |
Y |
Z |
?
 
Ga |
Gb |
Gc |
Gd |
Ge |
Gf |
Gh |
Gi |
Gj |
Gk |
Gl |
Gm |
Gn |
Go |
Gp |
Gq |
Gr |
Gs |
Gu |
Gv |
Gw |
Gy |
Gz
Die Liste der Biografien führt alle Personen auf, die in der deutschsprachigen Wikipedia einen Artikel haben. Dieses ist eine Teilliste mit 11 Einträgen von Personen, deren Namen mit dem Buchstaben „G“ beginnt.

## G
- G Herbo (* 1995), US-amerikanischer Rapper
- G, Alex (* 1993), US-amerikanischer Musiker, Produzent und Singer-Songwriter
- G, Burhan (* 1983), dänischer Pop- und R&B-Sänger
- G, Harry (* 1979), deutscher Komiker und KabarettistHarry G (* 1979)

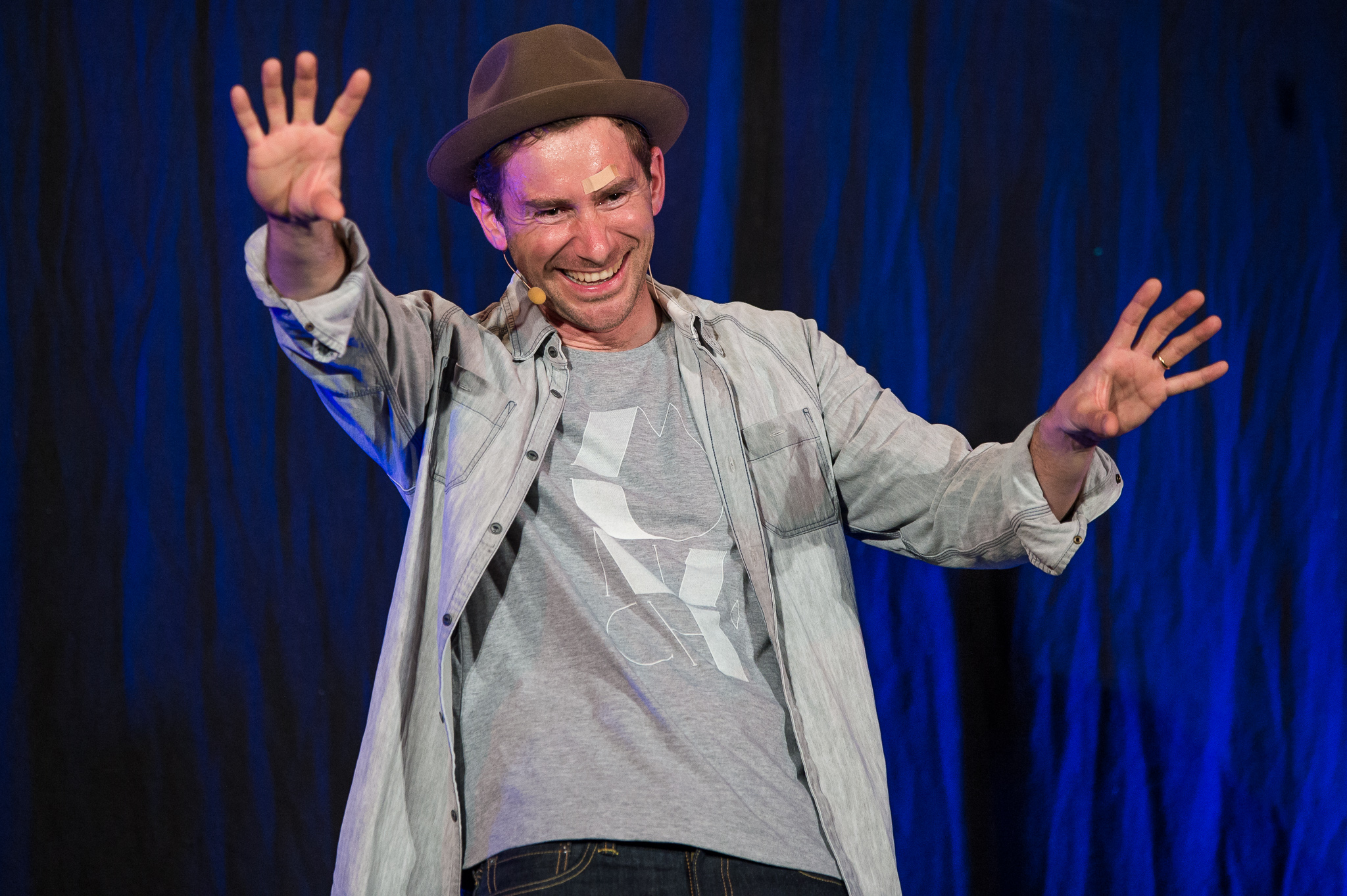
Harry G (* 1979)

- G-Dragon (* 1988), südkoreanischer Popmusiker, Model und Leadsänger der Band Big Bang
- G-Eazy (* 1989), US-amerikanischer Rapper
- G-Hot (* 1983), türkisch-deutscher Rapper
- G., Kevin (* 1987), Schweizer Neonazi, Sänger der RAC-Band Amok und bei Combat 18 organisiert
- G.E.M. (* 1991), hongkongchinesische Sängerin
- G.NA (* 1987), kanadisch-koreanische Sängerin
- G:son, Thomas (* 1968), schwedischer Pop-Komponist und Musiker